# CFBDSIR 2149-0403
CFBDSIR 2149-0403，全名CFBDSIR J214947.2-040308.9，可能为一颗星际行星或高金屬量的低質量棕矮星，在天球上位於劍魚座。起初發現它的團隊根據它的位置與自行，認為它是剑鱼座AB移动星群的成員星，但同一團隊稍後根據較新的觀測結果排除了這個可能性。也因此目前仍難以準確得知CFBDSIR 2149-0403的年齡與質量。目前還沒有足夠證據可以證明CFBDSIR 2149-0403起初是形成於恆星周圍，後受到外力彈出成為星際行星。

## 發現
CFBDSIR 2149-0403由紅外線巡天計畫加拿大–法國棕矮星巡天（Canada-France Brown Dwarfs Survey， CFBDS）發現，並由太空望遠鏡廣域紅外線巡天探測衛星 （WISE）確認。法國格勒諾勃行星學與天文物理學研究所的天文學家菲利沛·德洛普（Philippe Delorme）與他所屬和加拿大蒙特利尔大学天文學家組成的團隊在加法夏望遠鏡拍攝的紅外線影像中發現CFBDSIR 2149-0403，再由智利歐洲南方天文台的甚大望远镜確認它的性質。

## 距離
如果CFBDSIR 2149-0403確實是星際行星的話（目前無決定性證據），它將是這類天體中距離地球最近者之一。如果它是剑鱼座AB移动星群的成員星，與地球的預測距離為40±4 秒差距（130±13光年），其他觀測結果則推測其距離地球25至50秒差距 。另一個可能更接近地球的星際行星候選天體為PSO J318.5-22。

## 年齡
宣布發現CFBDSIR 2149-0403的論文內容宣稱它可能是劍魚座AB移動星群的成員星，而該星群的年齡似乎與昴宿星團類似，並且鋰衰竭界限年齡大約為130±20 Myr。如果CFBDSIR 2149-0403確實與劍魚座AB移動星群有關聯，它就是與其他成員星類似年齡的年輕天體。然而，德洛普的團隊已經否定了這項假設，並認為CFBDSIR 2149-0403是年齡低於5億年，並且質量在木星2至13倍的星際行星；或者它也可能是年齡2至3億年，質量在木星2-40倍之間的棕矮星。他在紅外線K波段較明亮的現象顯示其低表面重力，這可能歸因於它是年輕天體。

## 大氣層
對該行星的光譜觀測發現，該行星可能有水蒸氣和甲烷存在。

## 延伸閱讀
- Wall, Mike. . Space.com. 14 November 2012  [14 November 2012]. （原始内容存档于2013-01-27）.
- . ESO. 14 November 2012  [14 November 2012]. （原始内容存档于2013-01-27）.